# 公主的條件
《公主的條件》，原名，是日本漫畫，作者為朔野安子。於2001年，獲得第26回白泉社雅典娜新人大賞的新作優秀者賞 。

## 主要人物
妲麗安
女主角。擁有星星果實的人，被預言為「黑暗女王」。被光之教團追殺。先後得到「蒲公英精靈」、「疫病精靈」、「黑暗精靈」的守護。（「黑暗精靈」的守護，於「黑暗精靈」與「光之精靈」帶走「人類精靈」時失去。）
奇魯
男主角，小時候被黑暗精靈給吃了，因此被黑暗精靈所頂替。後參加比武，成為妲麗安的護衛官。在黑暗精靈決定守護妲麗安時死亡。最後在黑暗精靈被光之精靈砍下右手留給妲麗安後，再度復活。

### 精靈
精靈吃了人類，會接收被吃掉的人的形體、記憶、情感。
光之精靈
吃掉妲麗安的母親，而成為守護王國的鎖。在王國佈下光的結界。
黑暗精靈
吃掉奇魯。
泉水精靈
蒲公英精靈（蜜兒喜）
青蜥蜴精靈
妲麗安的寵物。
鰻魚精靈
亞隆殿下在去妓女院的途中，買的禮物-鰻魚.向他求情，鰻魚精靈為了感謝亞隆，以女性的姿態出現，後來因為愛上亞隆而守護他。
疫病精靈
曾經吃掉過雜技師的少年。被封印在光之祠堂。被妲麗安解開封印後，決定守護妲麗安。
弱點：蒲公英精靈　
人類精靈
為900年前的災禍。「貪婪」的化身，得到獵人的能力，抹殺其他的精靈。後被「黑暗精靈」與「光之精靈」帶到下一世。
弱點：疫病精靈
風之精靈
大賢者‧葛諾的精靈，由炫風精靈成長成風之精靈，與雙胞胎妹妹和豌豆精靈從小是好朋友，後來抽籤決定由誰擔任誰的守護精靈。

## 用語說明
精靈的守護
當精靈決定守護特定人類時，被守護的人將再也看不到決定守護他的精靈（但在某些特定場所可見），但可以得到該精靈的特殊能力（包含該精靈曾經吃掉過的人的能力）。
虛無深淵
疫病之術
將疾病封印在當作人柱的人的體內，然後活埋。已知受害者：人類精靈、妲麗安（因得到蒲公英精靈的守護，所以沒發病）。
無盡的森林

## 單行本
繁體中文版的單行本，因長鴻出版社未使用ISBN因此從缺。
| 卷數 | 白泉社發行日期（ISBN）               | 長鴻發行日期   |
| ---- | ------------------------------------ | -------------- |
| 1    | 2002年2月5日 ISBN 978-4-592-17794-4  | 2002年9月19日  |
| 2    | 2002年12月5日 ISBN 978-4-592-17372-4 | 2003年4月22日  |
| 3    | 2003年8月5日 ISBN 978-4-592-17373-1  | 2004年3月26日  |
| 4    | 2004年3月5日 ISBN 978-4-592-17059-4  | 2004年10月21日 |
| 5    | 2005年3月5日 ISBN 978-4-592-17518-6  | 2006年4月24日  |
| 6    | 2005年9月5日 ISBN 978-4-592-17519-3  | 2006年9月7日   |
| 7    | 2006年3月4日 ISBN 978-4-592-17520-9  | 2008年9月6日   |
| 8    | 2006年8月5日 ISBN 978-4-592-17521-6  | 2008年9月15日  |

## 外部連結
- （日語）